# Нова Весь (Семполенський повіт)
Нова Весь (пол. Nowa Wieś) — село в Польщі, у гміні Камень-Краєнський Семполенського повіту Куявсько-Поморського воєводства.
Населення — 62 особи (2011).
У 1975-1998 роках село належало до Бидгощського воєводства.

## Демографія
Демографічна структура станом на 31 березня 2011 року:
|          | Загалом | Допрацездатний вік | Працездатний вік | Постпрацездатний вік |
| -------- | ------- | ------------------ | ---------------- | -------------------- |
| Чоловіки | 29      | 10                 | 18               | 1                    |
| Жінки    | 33      | 11                 | 20               | 2                    |
| Разом    | 62      | 21                 | 38               | 3                    |